# Stelis flaccida
Stelis flaccida är en orkidéart som först beskrevs av Johannes Christoph Klinge, och fick sitt nu gällande namn av Alec M. Pridgeon och Mark W. Chase. Stelis flaccida ingår i släktet Stelis och familjen orkidéer. Inga underarter finns listade i Catalogue of Life.